# 2023-as norvég labdarúgókupa
A 2023-as norvég labdarúgókupa a norvég labdarúgókupa 117. szezonja. A sorozat 2023. május 23-án kezdődött, és december 10-én ér véget. A döntőt az oslói Ullevaal Stadionban rendezik majd meg. A címvédő a Brann volt.

## Első kör
| 2023. május 22. | Follo (4)            | 2–2 (h.u.) (büntetőkkel: 2–4) | Kjelsås (3)           | Ski                                                                     |  |
| 18:00 CEST      | Hennig 72' Tomas 75' |                               | Vinge 47' Olafsen 50' | Stadion: Ski Stadion Nézőszám: 207 Játékvezető: Satha Sejoohn Sritharan |  |

| 2023. május 23. | Alta (3)                                                                     | 7–0 | Bossekop (5) | Alta                                                                     |  |
| 18:00 CEST      | Suhr-Stamnes 35' 52' Andersen 42' 45' Reginiussen 45' Abelsen 62' Myreng 82' |     |              | Stadion: Finnmarkshallen Nézőszám: 320 Játékvezető: Kristian Kristiansen |  |

| 2023. május 23. | Lysekloster (4) | 1–0 | Os (4) | Lysekloster                                                                   |  |
| 18:00 CEST      | Dang 32'        |     |        | Stadion: Lysekloster Family Arena Nézőszám: 697 Játékvezető: Bjørn Tore Tvedt |  |

| 2023. május 23. | Nordstrand (4) | 0–1 | Lyn (3)   | Oslo                                                                    |  |
| 18:00 CEST      |                |     | Hylen 35' | Stadion: Nordstrand kunstgress Nézőszám: 850 Játékvezető: Arjon Shaqiri |  |

| 2023. május 23. | Finnsnes (5) | 1–3 | Skjervøy (4)                       | Finnsnes                                                         |  |
| 19:30 CEST      | Sandvik 15'  |     | Hustad 52' Skallebø 80' Celius 84' | Stadion: Finnsnes Stadion Játékvezető: Michael Wikestad Pedersen |  |

| 2023. május 24. | Rana (4) | 0–2 | Stjørdals-Blink (3)       | Mo i Rana                                                         |  |
| 16:30 CEST      |          |     | Hermanstad 10' Fossli 59' | Stadion: Sagbakken Stadion Nézőszám: 371 Játékvezető: Martin Berg |  |

| 2023. május 24. | HIF/Stein (4) | 0–8 | Tromsø (1)                                                        | Hammerfest                                                            |  |
| 17:00 CEST      |               |     | Hjertø-Dahl 9' 45' Traoré 13' 54' Hafstad 29' 63' Romsaas 34' 88' | Stadion: Vår Energi Arena Nézőszám: 600 Játékvezető: Magnus H. Tjelle |  |

| 2023. május 24. | Kråkerøy (5)    | 1–2 | Kvik Halden (3) | Kråkerøy                                                         |  |
| 18:00 CEST      | Engebretsen 55' |     | Jatta 38' 44'   | Stadion: Kråkerøy Stadion Nézőszám: 350 Játékvezető: Aland Bazaz |  |

| 2023. május 24. | Sprint-Jeløy (4) | 0–3 | Fredrikstad (2)                   | Moss                                                                    |  |
| 18:00 CEST      |                  |     | Skaret 10' Williams 28' Drage 79' | Stadion: Bellevue kunstgress Nézőszám: 650 Játékvezető: Mohammad Hafezi |  |

| 2023. május 24. | Drøbak-Frogn (5) | 1–2 (h.u.) | Moss (2)                    | Drøbak                                                         |  |
| 18:00 CEST      | Semmen 29'       |            | Kalabatama 88' Callaku 105' | Stadion: Seiersten Stadion Játékvezető: Ole-Alexander E. Valen |  |

| 2023. május 24. | Holmlia (5) | 0–2 | Skeid (2)                 | Oslo                                                          |  |
| 18:00 CEST      |             |     | Nordengen 14' Buduson 34' | Stadion: Lusetjern kunstgress Játékvezető: Abdulhadi Al-Fahad |  |

| 2023. május 24. | Heming (5) | 0–1 (h.u.) | Strømsgodset (1) | Hemingbanen                                   |  |
| 18:00 CEST      |            |            | Brunes 100'      | Stadion: Oslo Játékvezető: André B. Birkeland |  |

| 2023. május 24. | Skjetten (4) | 0–3 | Grorud (3)                      | Skjetten                                                     |  |
| 18:00 CEST      |              |     | Elmi 12' Hristov 45' Sereba 74' | Stadion: Skjetten Stadion Játékvezető: Markus R. Hammarstrøm |  |

| 2023. május 24. | Gjelleråsen (4)           | 2–1 | Lørenskog (4) | Nittedal                                                  |  |
| 18:00 CEST      | Bjørndalen 26' Nygård 40' |     | Kadri 38'     | Stadion: Li kunstgress Játékvezető: Robert J. Krolikowski |  |

| 2023. május 24. | Eidsvold (4)           | 2–2 (h.u.) (büntetőkkel: 3–4) | Strømmen (3)            | Eidsvoll                                                                    |  |
| 18:00 CEST      | Hokstad 57' Weaas 117' |                               | Gjelsvik 12' Myhre 100' | Stadion: Myhrer Stadion Nézőszám: 308 Játékvezető: Christoffer D. Bergstuen |  |

| 2023. május 24. | Brumunddal (4) | 1–4 | Raufoss (2)                                                  | Brumunddal                                                  |  |
| 18:00 CEST      | Frankmo 62'    |     | Brattbakk 22' (11-esből) Frøysa 37' Haruna 78' Østerud 90+3' | Stadion: SH-banen Nézőszám: 478 Játékvezető: Hakan Catalgøl |  |

| 2023. május 24. | Lillehammer (5)                       | 3–5 | Kongsvinger (2)                               | Lillehammer                                               |  |
| 18:00 CEST      | Gjævenes 14' Rahhaoui 26' Renolen 38' |     | Pedersen 5' (11-esből) 49' 57' Holtan 64' 86' | Stadion: Stampesletta Játékvezető: Haakon A. Pedersen Bue |  |

| 2023. május 24. | Nybergsund (5) | 0–5 | HamKam (1)                                         | Nybergsund                                                                  |  |
| 18:00 CEST      |                |     | Udahl 22' 23' 50' Wiedesheim-Paul 35' Sjølstad 44' | Stadion: Nybergsund Stadion Nézőszám: 472 Játékvezető: Johan William Grundt |  |

| 2023. május 24. | Elverum (4)  | 1–5 | Gjøvik-Lyn (3)                                | Elverum                                                             |  |
| 18:00 CEST      | Nelsinho 58' |     | Gibson 9' 15' Lekaj 17' Tveten 40' Opsahl 80' | Stadion: Elverum Stadion Nézőszám: 252 Játékvezető: Pål Riiser Berg |  |

| 2023. május 24. | Hønefoss (4)  | 1–4 | KFUM Oslo (2)                                                | Hønefoss                                                     |  |
| 18:00 CEST      | El Amrani 67' |     | Rasch 11' (11-esből) Sa'Ad 18' Hummelvoll-Nuñez 25' Dahl 32' | Stadion: Aka Arena Nézőszám: 613 Játékvezető: Herman L. Aass |  |

| 2023. május 24. | Eik Tønsberg (4)        | 2–2 (h.u.) (büntetőkkel: 4–3) | Sandefjord (1)  | Tønsberg                                                                   |  |
| 18:00 CEST      | Rygel 69' Nygaard 90+6' |                               | Nilsson 32' 48' | Stadion: Tønsberg Gressbane Nézőszám: 1 523 Játékvezető: Håvard Bjerkelund |  |

| 2023. május 24. | Flint (5) | 0–4 | Ørn Horten (3)                        | Tønsberg                                                        |  |
| 18:00 CEST      |           |     | Rogulj 53' 59' Kadriu 85' Helling 90' | Stadion: Flint Esso Arena Nézőszám: 150 Játékvezető: Enes Erkök |  |

| 2023. május 24. | Pors (4) | 0–2 | Notodden (3)           | Porsgrunn                                                      |  |
| 18:00 CEST      |          |     | Berntsen 2' Husebø 87' | Stadion: Pors Stadion Nézőszám: 400 Játékvezető: Pavel Breivik |  |

| 2023. május 24. | Urædd (5)      | 1–7 | Odd (1)                                                      | Porsgrunn                                                          |  |
| 18:00 CEST      | Nordkvelle 78' |     | Jevtović 13' 21' 31' Wallem 50' 66' Tomas 73' Midtskogen 86' | Stadion: Urædd kunstgress Nézőszám: 700 Játékvezető: Herman Holthe |  |

| 2023. május 24. | Flekkerøy (3) | 0–2 | Start (2)             | Flekkerøy                                                             |  |
| 18:00 CEST      |               |     | Ness 64' Skogvold 87' | Stadion: Cemo Arena Nézőszám: 1 200 Játékvezető: Hussein Al-Kharasani |  |

| 2023. május 24. | Randesund (4) | 0–8 | Arendal (3)                                                                    | Kristiansand                                               |  |
| 18:00 CEST      |               |     | Skeie 22' 70' 90' Håbestad 25' Christensen 51' 53' Johansen 76' Lille-Løvø 89' | Stadion: Sukkevann idrettspark Játékvezető: Zyad T. Qashua |  |

| 2023. május 24. | Mandalskameratene (4) | 0–3 | Jerv (2)                                         | Mandal                                                                 |  |
| 18:00 CEST      |                       |     | Philibert 51' Grønner 73' (11-esből) Auklend 90' | Stadion: Idrettsparken Nézőszám: 1 361 Játékvezető: Karoline M. Jensen |  |

| 2023. május 24. | Forus og Gausel (5) | 0–5 | Viking (1)                                        | Stavanger                                                                    |  |
| 18:00 CEST      |                     |     | Bjørshol 21' 45' Austbø 52' Diop 55' Svendsen 73' | Stadion: XL-Bygg-banen Nézőszám: 1 500 Játékvezető: Aleksander S. Vermundsen |  |

| 2023. május 24. | Rosseland (5) | 1–3 | Bryne (2)                               | Bryne                                                             |  |
| 18:00 CEST      | Hovland 57'   |     | Årsvoll 14' Baldvinsson 64' Dybevik 84' | Stadion: Rosseland kunstgress Játékvezető: Javi Jean-Marc Mertens |  |

| 2023. május 24. | Vard Haugesund (3)                | 3–1 | Egersund (3)  | Haugesund                                                         |  |
| 18:00 CEST      | Endresen 8' Larsen 36' Jensen 48' |     | Michalsen 58' | Stadion: Haugesund Stadion Nézőszám: 273 Játékvezető: Amir Ajjour |  |

| 2023. május 24. | Bjarg (4)                         | 2–3 | Fana (4)                    | Bergen                                                  |  |
| 18:00 CEST      | Austevoll 10' (11-esből) Njøs 51' |     | Brekkhus 39' Nilsen 83' 90' | Stadion: Stavollen Kunstgress Játékvezető: Markus Lille |  |

| 2023. május 24. | Frøya (4) | 0–5 | Brann (1)                                   | Bergen                                                           |  |
| 18:00 CEST      |           |     | Myrlid 10' 60' Hjorteseth 55' 72' Finne 81' | Stadion: Varden Amfi Nézőszám: 1 500 Játékvezető: Sondre Brudvik |  |

| 2023. május 24. | Loddefjord (4)              | 2–3 | Åsane (2)                          | Bergen                                                       |  |
| 18:00 CEST      | Sivertsen 31' Estifanos 71' |     | Bolsø 39' Hansen 57' Myklebust 78' | Stadion: Alvøen kunstgress Játékvezető: Freek Arjen van Herk |  |

| 2023. május 24. | Fjøra (5)                                    | 4–0 | Florø (4) | Sogndal                                                  |  |
| 18:00 CEST      | Olsen 28' 83' Hovland 36' (11-esből) Flo 48' |     |           | Stadion: Fosshaugane Campus Játékvezető: Jakob S. Søgnen |  |

| 2023. május 24. | Eid (5) | 0–4 | Aalesund (1)                                   | Eid                                                                  |  |
| 18:00 CEST      |         |     | Segberg 11' Ebiye 34' Atanga 39' Holmøyvik 85' | Stadion: Eid Stadion Nézőszám: 1 400 Játékvezető: Jonas S. Mossestad |  |

| 2023. május 24. | Spjelkavik (4) | 0–5 | Hødd (2)                              | Ålesund                                                               |  |
| 18:00 CEST      |                |     | Brandal 3' 5' 42' 90+4' Elveseter 10' | Stadion: Spjelkavik Stadion Nézőszám: 100 Játékvezető: Daniel Refsnes |  |

| 2023. május 24. | Surnadal (5) | 0–4 | Molde (1)                                     | Surnadal                                                             |  |
| 18:00 CEST      |              |     | Haugen 8' Eriksen 35' Ødegård 43' Berisha 66' | Stadion: Syltøran Stadion Nézőszám: 696 Játékvezető: Bendik Haarberg |  |

| 2023. május 24. | Strindheim (4)                              | 4–3 (h.u.) | Træff (3)                                     | Trondheim                                                                |  |
| 18:00 CEST      | Selnes 4' Amundsen 59' Strand 88' Åsen 108' |            | Bøe 30' Eltervåg 42' (11-esből) Hermansen 85' | Stadion: Leangen Bolig Arena Nézőszám: 100 Játékvezető: Oliver S. Barsøe |  |

| 2023. május 24. | Melhus (5)    | 2–0 | Kolstad (4) | Melhus                                             |  |
| 18:00 CEST      | Trøen 18' 72' |     |             | Stadion: Gruva Arena Játékvezető: Marit B. Folstad |  |

| 2023. május 24. | Orkla (4) | 0–5 | Levanger (3)                                      | Orkland                                                                    |  |
| 18:00 CEST      |           |     | Olsen 9' Asp 34' 51' 66' (11-esből) Lorentsen 71' | Stadion: Orkla Sparebank Stadion Nézőszám: 145 Játékvezető: Mats T. Hansen |  |

| 2023. május 24. | Trygg/Lade (5) | 0–1 | Rosenborg (1) | Trondheim                                                              |  |
| 18:00 CEST      |                |     | Sadiku 17'    | Stadion: Koteng Arena Nézőszám: 863 Játékvezető: Mathias Støfringshaug |  |

| 2023. május 24. | Junkeren (3)                                  | 5–0 | Innstranden (5) | Bodø                                                                       |  |
| 18:00 CEST      | Kapskarmo 38' 83' 86' Chooly 77' Jakobsen 79' |     |                 | Stadion: Bodø Spektrum Nézőszám: 224 Játékvezető: Even Andreas R. Eliassen |  |

| 2023. május 24. | Fløya (4)             | 2–3 (h.u.) | Tromsdalen (3)               | Tromsø                                             |  |
| 18:00 CEST      | Schjetne 84' Zala 90' |            | Larsen 21' 32' Eliassen 105' | Stadion: Floya Arena Játékvezető: Øyvind Jøstensen |  |

| 2023. május 24. | Herd (5)      | 1–2 | Brattvåg (3)          | Ålesund                                                           |  |
| 18:15 CEST      | Tjøstheim 62' |     | Refsnes 11' Leine 41' | Stadion: AMFI Moa Stadion Nézőszám: 150 Játékvezető: Even Myrheim |  |

| 2023. május 24. | Åssiden (5) | 0–4 | Stabæk (1)                          | Drammen                                                            |  |
| 18:30 CEST      |             |     | Bakenga 11' 23' Wendt 50' Riise 66' | Stadion: Åssiden Stadion Nézőszám: 274 Játékvezető: Eivind Bodding |  |

| 2023. május 24. | Førde (4)     | 1–3 | Sogndal (2)                       | Førde                                                |  |
| 18:30 CEST      | Savland 45+1' |     | Díaz 42' 78' (11-esből) Nessø 88' | Stadion: Førde Stadion Játékvezető: Sivert E. Orheim |  |

| 2023. május 24. | Asker (4) | 0–2 | Bærum (3)              | Asker                                                              |  |
| 19:00 CEST      |           |     | Myrmo 53' Bransdal 88' | Stadion: Føyka kunstgress Nézőszám: 345 Játékvezető: Marit Skurdal |  |

| 2023. május 24. | Tomrefjord (5) | 0–2 | Kristiansund (2)       | Tomrefjord                                                                  |  |
| 19:00 CEST      |                |     | Weidel 50' Alvheim 80' | Stadion: Tomrefjord Stadion Nézőszám: 140 Játékvezető: Mathias S. Kringstad |  |

| 2023. május 24. | Halsen (4)          | 2–0 | Fram Larvik (3) | Larvik                                                                      |  |
| 19:00 CEST      | Smith 27' Solli 75' |     |                 | Stadion: Bergeskogen kunstgress Nézőszám: 550 Játékvezető: Lars B. Jacobsen |  |

| 2023. május 24. | Frigg Oslo (4)                                      | 4–1 | Ullern (3)    | Oslo                                                            |  |
| 19:00 CEST      | Nomell 53' Sawaneh 72' Antonsen-Meløy 78' Krohg 90' |     | Tobiassen 90' | Stadion: Tørteberg kunstgress Játékvezető: Morten Andersen-Gott |  |

| 2023. május 24. | Lokomotiv Oslo (4)                                              | 5–5 (h.u.) (büntetőkkel: 3–4) | Ullensaker/Kisa (3)                                                     | Oslo                                                                |  |
| 19:00 CEST      | Kytiri 34' Dahlen 77' 103' Bjørdal 97' (11-esből) Storseth 115' |                               | Kristoffersen 12' Sørløkk 84' 116' Kvernstuen 113' Nilsen-Modebe 120+2' | Stadion: Frogner kunstgress Nézőszám: 74 Játékvezető: Jonas Johnsen |  |

| 2023. május 24. | Stord (4)                       | 3–1 | Sandviken (4) | Stord                                                              |  |
| 19:00 CEST      | Skard 6' Eide 25' Tungeland 44' |     | Hauge 58'     | Stadion: Stord Stadion Nézőszám: 300 Játékvezető: Anders B. Hansen |  |

| 2023. május 24. | Skedsmo (4) | 0–4 | Lillestrøm (1)                    | Skedsmokorset                                                      |  |
| 19:35 CEST      |             |     | Svendsen 61' 77' 78' Slørdahl 84' | Stadion: Skedsmo Stadion Nézőszám: 1 500 Játékvezető: Ali Al Hatam |  |

| 2023. május 24. | Verdal (4) | 1–4 | Ranheim (2)                           | Verdalsøra                                                         |  |
| 20:00 CEST      | Hansen 55' |     | Pedersen 4' Gunnes 28' 80' Langås 59' | Stadion: Verdalskalk Arena Nézőszám: 200 Játékvezető: Robert Eggen |  |

| 2023. május 25. | Råde (5) | 0–1 | Vålerenga (1) | Råde                                                                 |  |
| 18:00 CEST      |          |     | Eng 19'       | Stadion: Råde idrettspark Nézőszám: 1 723 Játékvezető: Jørgen Haugen |  |

| 2023. május 25. | Funnefoss/Vormsund (4) | 1–3 | Sarpsborg 08 (1)                                | Oppåkermoen                                                            |  |
| 18:00 CEST      | Karlsen 6'             |     | Skålevik 28' Soltvedt 42' Opseth 58' (11-esből) | Stadion: Funnefoss Stadion Nézőszám: 300 Játékvezető: Stian R. Sletner |  |

| 2023. május 25. | Fyllingsdalen (4) | 1–3 | Sotra (3)                                  | Bergen                                               |  |
| 18:00 CEST      | Antonsen 51'      |     | Foldnes 28' Berge 74' Mvuka 78' (11-esből) | Stadion: Varden Amfi Játékvezető: Mattias G. Sakstad |  |

| 2023. május 25. | Drammen (5)  | 1–5 | Mjøndalen (2)                                             | Drammen                                     |  |
| 18:00 CEST      | Haugland 46' |     | Hansen 11' 41' Lien 21' Ovenstad 24' (11-esből) Singh 38' | Stadion: Ørenbanen Játékvezető: Jørgen Haga |  |

| 2023. május 25. | Staal Jørpeland (4) | 1–2 | Haugesund (1)    | Jørpeland                                                            |  |
| 18:00 CEST      | Ciach 87'           |     | Pajaziti 10' 28' | Stadion: Jørpeland Stadion Nézőszám: 700 Játékvezető: Ola Kellerhals |  |

| 2023. május 25. | Brodd (4)    | 1–2 | Vidar (4)                    | Stavanger                                                  |  |
| 18:00 CEST      | Ali Abdi 56' |     | Jørgensen 71' Emanuelsen 82' | Stadion: Midjord idrettspark Játékvezető: Einar R. Løyning |  |

| 2023. május 25. | Djerv 1919 (4) | 1–6 | Sandnes Ulf (2)                                                  | Haugesund                                             |  |
| 18:00 CEST      | Pedersen 78'   |     | Ramsland 27' 69' Salvesen 36' Memedov 45' Høiland 81' Jensen 89' | Stadion: Djervbanen Játékvezető: Mischa H. Kellerhals |  |

| 2023. május 25. | Nardo (4) | 0–1 | Byåsen (4)    | Trondheim                                                                       |  |
| 18:00 CEST      |           |     | Romsdalen 68' | Stadion: Nissekollen kunstgress Nézőszám: 185 Játékvezető: Per Oscar G. Heiberg |  |

| 2023. május 25. | Mosjøen (4) | 0–3 | Bodø/Glimt (1)             | Mosjøen                                                     |  |
| 19:00 CEST      |             |     | Žugelj 41' 74' Grønbæk 43' | Stadion: Kippermoen Idrettspark Játékvezető: Anders Bodding |  |

| 2023. május 25. | Mjølner (4)                                                  | 5–3 | Harstad (5)                  | Narvik                                                                          |  |
| 19:00 CEST      | Helan 14' 82' Kalinins 57' (11-esből) Hanssen 71' Torblå 74' |     | Windstad 25' 54' Evensen 32' | Stadion: Narvik kunstgress Nézőszám: 150 Játékvezető: Torjus Johansen Kaspersen |  |

## Második kör
| 2023. június 1. | Sotra (3)             | 2–1 | Sandnes Ulf (2) | Sotra                                                                 |  |
| 17:00 CEST      | Foldnes 13' Falck 27' |     | Memedov 67'     | Stadion: Straume Idrettspark Nézőszám: 187 Játékvezető: Steinar Hauge |  |

| 2023. június 1. | Skjervøy (4)              | 2–3 | Alta (3)                                    | Skjervøy                                                           |  |
| 18:00 CEST      | Skallebø 6' Kaspersen 14' |     | Suhr-Stamnes 30' Reginiussen 31' Brekke 41' | Stadion: Lerøy Stadion Nézőszám: 150 Játékvezető: Egil Bertheussen |  |

| 2023. június 1. | Tromsdalen (3) | 1–1 (h.u.) (büntetőkkel: 1–4) | Tromsø (1)    | Tromsø                                                                  |  |
| 18:00 CEST      | Larsen 61'     |                               | Jenssen 90+4' | Stadion: Romssa Arena Nézőszám: 1 122 Játékvezető: Kristian Kristiansen |  |

| 2023. június 1. | Mjølner (4) | 0–8 | HamKam (1)                                                     | Narvik                                                                 |  |
| 18:00 CEST      |             |     | Faraas 23' 52' 63' 82' Enkerud 54' 90' Wiedesheim-Paul 77' 89' | Stadion: Narvik kunstgress Nézőszám: 450 Játékvezető: Stian R. Sletner |  |

| 2023. június 1. | Junkeren (3) | 1–2 | Bodø/Glimt (1)             | Bodø                                                            |  |
| 18:00 CEST      | Lien 56'     |     | Amundsen 42' Moumbagna 89' | Stadion: Bodø Spektrum Nézőszám: 2 006 Játékvezető: Martin Berg |  |

| 2023. június 1. | Melhus (5) | 0–6 | Molde (1)                                      | Melhus                                                  |  |
| 18:00 CEST      |            |     | Ødegård 49' Grødem 59' 71' 81' 90' Breivik 88' | Stadion: Gruva Arena Játékvezető: Mathias Støfringshaug |  |

| 2023. június 1. | Byåsen (4) | 1–6 | Aalesund (1)                                                                  | Trondheim                                                        |  |
| 18:00 CEST      | Murray 38' |     | Karlsbakk 12' 35' (11-esből) Kristensen 45' Ødemarksbakken 62' Barmen 75' 80' | Stadion: Byåsen Arena Nézőszám: 286 Játékvezető: Bendik Haarberg |  |

| 2023. június 1. | Strindheim (4) | 1–3 | Ranheim (2)                        | Trondheim                                                        |  |
| 18:00 CEST      | Selnes 67'     |     | Alte 26' Tromsdal 78' Pedersen 85' | Stadion: Leangen Bolig Arena Játékvezető: Haakon A. Pedersen Bue |  |

| 2023. június 1. | Stjørdals-Blink (3)       | 2–1 | Rosenborg (1)      | Stjørdalshalsen                                                                     |  |
| 18:00 CEST      | Fossli 59' Hermanstad 69' |     | Aga 89' (11-esből) | Stadion: M.U.S Stadion Sandskogan Nézőszám: 1 321 Játékvezető: Mathias S. Kringstad |  |

| 2023. június 1. | Levanger (3) | 0–2 | Kristiansund (2)          | Levanger                                                       |  |
| 18:00 CEST      |              |     | Williamsen 32' Kartum 47' | Stadion: TOBB Arena Nézőszám: 320 Játékvezető: Johan W. Grundt |  |

| 2023. június 1. | Brattvåg (3) | 1–0 | Hødd (2) | Brattvåg                                             |  |
| 18:00 CEST      | Beite 2'     |     |          | Stadion: Brattvåg gras Játékvezető: Oliver S. Barsøe |  |

| 2023. június 1. | Fjøra (5) | 1–8 | Brann (1)                                                                           | Sogndal                                                                     |  |
| 18:00 CEST      | Flo 53'   |     | Crone 9' Hjorteseth 10' Knudsen 29' Castro 32' Torsvik 56' Finne 73' 80' Holten 89' | Stadion: Fosshaugane Campus Nézőszám: 1 294 Játékvezető: Jonas S. Mossestad |  |

| 2023. június 1. | Lysekloster (4) | 1–2 (h.u.) | Sogndal (2)           | Lysekloster                                                                 |  |
| 18:00 CEST      | Andersen 6'     |            | Nessø 2' Jónsson 110' | Stadion: Lysekloster Family Arena Nézőszám: 345 Játékvezető: Ola Kellerhals |  |

| 2023. június 1. | Fana (4) | 0–1 | Åsane (2)     | Bergen                                                                          |  |
| 18:00 CEST      |          |     | Myklebust 24' | Stadion: Nesttun Kunstgress Nézőszám: 515 Játékvezető: Aleksander S. Vermundsen |  |

| 2023. június 1. | Stord (4)     | 1–3 | Haugesund (1)    | Stord                                                            |  |
| 18:00 CEST      | Handeland 44' |     | Njie 51' 67' 83' | Stadion: Stord Stadion Nézőszám: 989 Játékvezető: Sondre Brudvik |  |

| 2023. június 1. | Vidar (4) | 0–2 | Viking (1)        | Stavanger                                                                      |  |
| 18:00 CEST      |           |     | Bjarnason 61' 71' | Stadion: Lassa Idrettspark Nézőszám: 1 500 Játékvezető: Javi Jean-Marc Mertens |  |

| 2023. június 1. | Vard Haugesund (3)                          | 3–1 | Bryne (2)  | Haugesund                                                                  |  |
| 18:00 CEST      | Kvarven 26' Kuittingen 86' Ndayisenga 90+5' |     | Mneney 37' | Stadion: Haugesund Stadion Nézőszám: 262 Játékvezető: Freek Arjen van Herk |  |

| 2023. június 1. | Arendal (3) | 0–1 | Jerv (2)    | Arendal                                                         |  |
| 18:00 CEST      |             |     | Cijntje 42' | Stadion: Norac Stadion Nézőszám: 1 754 Játékvezető: Jørgen Haga |  |

| 2023. június 1. | Notodden (3)                  | 2–5 | Odd (1)                                                          | Notodden                                                                    |  |
| 18:00 CEST      | Frithzell 4' Gampedalen 90+1' |     | Jevtović 11' Owusu 65' Midtskogen 74' Andersen 87' Tewelde 90+5' | Stadion: Notodden Idrettsparken Nézőszám: 822 Játékvezető: Eirik Wisted-Thu |  |

| 2023. június 1. | Halsen (4) | 0–3 | Start (2)                           | Larvik                                                                    |  |
| 18:00 CEST      |            |     | Sanyang 32' Nilsen 61' Pedersen 67' | Stadion: Bergeskogen kunstgress Nézőszám: 150 Játékvezető: Herman L. Aass |  |

| 2023. június 1. | Ørn Horten (3) | 0–1 | Fredrikstad (2) | Horten                                                       |  |
| 18:00 CEST      |                |     | Bjartalíð 90+2' | Stadion: Lystlunden Nézőszám: 562 Játékvezető: Herman Holthe |  |

| 2023. június 1. | Gjøvik-Lyn (3)                   | 3–3 (h.u.) (büntetőkkel: 4–1) | Kongsvinger (2)             | Gjøvik                                              |  |
| 18:00 CEST      | Gibson 64' Lekaj 74' Kraska 108' |                               | Grundt 22' 120+3' Güven 53' | Stadion: Gjøvik Stadion Játékvezető: Anders Bodding |  |

| 2023. június 1. | Gjelleråsen (4) | 1–2 | KFUM Oslo (2)          | Nittedal                                            |  |
| 18:00 CEST      | Khris 61'       |     | Hoseth 65' Hestnes 74' | Stadion: Li kunstgress Játékvezető: Mohammad Hafezi |  |

| 2023. június 1. | Ullensaker/Kisa (3)                     | 3–2 (h.u.) | Lillestrøm (1) | Jessheim                                                               |  |
| 18:00 CEST      | Hammershaug 10' Sundgot 34' Nyhagen 94' |            | Adams 74' 92'  | Stadion: Jessheim Stadion Nézőszám: 1 576 Játékvezető: Magnus N. Koløy |  |

| 2023. június 1. | Strømmen (3) | 1–3 | Mjøndalen (2)            | Strømmen                                                                     |  |
| 18:00 CEST      | Seferi 23'   |     | Lien 13' 65' Skistad 87' | Stadion: Strømmen Stadion Nézőszám: 267 Játékvezető: Satha Sejoohn Sritharan |  |

| 2023. június 1. | Frigg Oslo (4)                          | 3–5 (h.u.) | Sarpsborg 08 (1)                               | Oslo                                                                   |  |
| 18:00 CEST      | Krohg 11' Nomell 32' Antonsen-Meløy 40' |            | Andersen 21' 43' Opseth 46' Tibbling 112' 115' | Stadion: Tørteberg kunstgress Nézőszám: 396 Játékvezető: Jørgen Haugen |  |

| 2023. június 1. | Bærum (3)                         | 3–0 | Skeid (2) | Sandvika                                                      |  |
| 18:00 CEST      | Vogt 13' Bransdal 50' Løvseth 62' |     |           | Stadion: AJ Arena Nézőszám: 163 Játékvezető: Magnus H. Tjelle |  |

| 2023. június 1. | Grorud (3)  | 1–2 | Raufoss (2)                | Oslo                                                                    |  |
| 18:00 CEST      | Hristov 88' |     | Teigen 23' Brattbakk 90+4' | Stadion: Grorud matchbane Nézőszám: 340 Játékvezető: Abdulhadi Al-Fahad |  |

| 2023. június 1. | Kjelsås (3)                             | 3–1 | Stabæk (1)  | Oslo                                                                       |  |
| 18:00 CEST      | Walstad 16' Aslaksrud 21' Willumsen 31' |     | Jenssen 48' | Stadion: Grefsen Stadion Nézőszám: 712 Játékvezető: Ole-Alexander E. Valen |  |

| 2023. június 1. | Kvik Halden (3) | 0–2 | Moss (2)                 | Halden                                                            |  |
| 19:00 CEST      |                 |     | Pedersen 34' Callaku 80' | Stadion: Halden Stadion Nézőszám: 472 Játékvezető: Hakan Catalgøl |  |

| 2023. június 1. | Lyn (3)   | 1–2 | Vålerenga (1)        | Oslo                                                                    |  |
| 19:00 CEST      | Skaug 48' |     | Laajab 28' Ofkir 86' | Stadion: Bislett Stadion Nézőszám: 7 777 Játékvezető: Harald V. Sletner |  |

| 2023. június 1. | Eik Tønsberg (4) | 1–2 | Strømsgodset (1) | Tønsberg                                                                |  |
| 20:00 CEST      | Nygaard 37'      |     | Brunes 9' 69'    | Stadion: Tønsberg Gressbane Nézőszám: 2 670 Játékvezető: Eivind Bodding |  |

## Harmadik kör
| 2023. június 7. | KFUM Oslo (2)                                             | 4–2 (h.u.) | Åsane (2)                  | Oslo                                                          |  |
| 17:00 CEST      | Sandal 31' 49' Hummelvoll-Nuñez 98' (11-esből) Sa′Ad 105' |            | Lotsberg 79' Myklebust 85' | Stadion: KFUM Arena Nézőszám: 721 Játékvezető: Eivind Bodding |  |

| 2023. június 7. | Aalesund (1)                            | 3–3 (h.u.) (büntetőkkel: 5–6) | Brann (1)                            | Ålesund                                                                    |  |
| 18:00 CEST      | Atanga 25' Karlsbakk 43' (11-esből) 97' |                               | Crone 37' Pedersen 88' Blomberg 101' | Stadion: Color Line Stadion Nézőszám: 1 400 Játékvezető: Mohammad U. Aslam |  |

| 2023. június 7. | Brattvåg (3)    | 2–1 | Haugesund (1)         | Brattvåg                                                           |  |
| 18:00 CEST      | Sissoko 74' 80' |     | Diarra 41' (11-esből) | Stadion: Brattvåg gras Nézőszám: 362 Játékvezető: Marius H. Grøtta |  |

| 2023. június 7. | Sarpsborg 08 (1)                        | 3–1 | Odd (1)        | Sarpsborg                                                                 |  |
| 18:00 CEST      | Opseth 42' Jakobsen 45+1' Overgaard 79' |     | Midtskogen 78' | Stadion: Sarpsborg Stadion Nézőszám: 1 867 Játékvezető: Ola Hobber Nilsen |  |

| 2023. június 7. | Stjørdals-Blink (3)                        | 3–2 (h.u.) | Ullensaker/Kisa (3)      | Stjørdalshalsen                                                                    |  |
| 18:00 CEST      | Fossli 45+1' Haukeberg 90+3' Hammerås 104' |            | Sandberg 52' Sundgot 66' | Stadion: M.U.S Stadion Sandskogan Nézőszám: 388 Játékvezető: Mathias Støfringshaug |  |

| 2023. június 7. | Ranheim (2) | 0–2 | Bodø/Glimt (1)       | Trondheim                                                        |  |
| 18:00 CEST      |             |     | Berg 34' Grønbæk 49' | Stadion: EXTRA Arena Nézőszám: 1 858 Játékvezető: Daniel Higraff |  |

| 2023. június 7. | Vard Haugesund (3) | 1–4 | Strømsgodset (1)                        | Haugesund                                                           |  |
| 18:00 CEST      | Jensen 10'         |     | Mehnert 7' Gulliksen 52' Brunes 83' 90' | Stadion: Haugesund Stadion Nézőszám: 625 Játékvezető: Steinar Hauge |  |

| 2023. június 7. | Alta (3) | 0–1 | Tromsø (1) | Alta                                                                |  |
| 18:00 CEST      |          |     | Bassi 29'  | Stadion: Finnmarkshallen Nézőszám: 781 Játékvezető: Magnus N. Koløy |  |

| 2023. június 7. | Sogndal (2)          | 2–0 | Moss (2) | Sogndal                                                                   |  |
| 18:00 CEST      | Skaanes 55' Nord 90' |     |          | Stadion: Fosshaugane Campus Nézőszám: 964 Játékvezető: Kristoffer Hagenes |  |

| 2023. június 7. | Kjelsås (3)        | 2–1 | Jerv (2)   | Oslo                                                                     |  |
| 18:00 CEST      | Aslaksrud 9' 90+8' |     | Ugland 30' | Stadion: Grefsen Stadion Nézőszám: 788 Játékvezető: Mischa H. Kellerhals |  |

| 2023. június 7. | Gjøvik-Lyn (3) | 1–0 | Start (2) | Gjøvik                                                         |  |
| 18:00 CEST      | Kraska 75'     |     |           | Stadion: Gjøvik Stadion Nézőszám: 940 Játékvezető: Ajdin Medic |  |

| 2023. június 7. | Mjøndalen (2) | 0–4 | Raufoss (2)                                     | Mjøndalen                                                          |  |
| 18:00 CEST      |               |     | Brattbakk 2' Mettler 40' Fagernes 54' Sveen 81' | Stadion: Consto Arena Nézőszám: 366 Játékvezető: Harald V. Sletner |  |

| 2023. június 7. | Bærum (3) | 1–3 (h.u.) | HamKam (1)                              | Sandvika                                                 |  |
| 19:00 CEST      | Dacic 65' |            | Kirkevold 82' Enkerud 92' Gammelby 120' | Stadion: AJ Arena Nézőszám: 479 Játékvezető: Marius Lien |  |

| 2023. június 7. | Kristiansund (2) | 0–1 | Molde (1)   | Kristiansund                                                                 |  |
| 19:00 CEST      |                  |     | Eriksen 66' | Stadion: Kristiansund Stadion Nézőszám: 3 407 Játékvezető: Jan Morten Tennøy |  |

| 2023. június 7. | Sotra (3) | 0–2 | Vålerenga (1)        | Sotra                                                                     |  |
| 19:00 CEST      |           |     | Børven 17' Ofkir 21' | Stadion: Straume Idrettspark Nézőszám: 800 Játékvezető: Svein Oddvar Moen |  |

| 2023. június 7. | Fredrikstad (2) | 1–2 | Viking (1)                            | Fredrikstad                                                           |  |
| 20:00 CEST      | Alba 15'        |     | Bjarnason 37' Tripić 90+4' (11-esből) | Stadion: Fredrikstad Stadion Nézőszám: 2 860 Játékvezető: Rohit Saggi |  |

## Negyedik kör
| 2023. június 28. | Kjelsås (3)                 | 2–0 | KFUM Oslo (2) | Oslo                                                                    |  |
| 18:00 CEST       | Aslaksrud 90+2' Vinge 90+5' |     |               | Stadion: Grefsen Stadion Nézőszám: 1 303 Játékvezető: Ola Hobber Nilsen |  |

| 2023. június 28. | Stjørdals-Blink (3) | 0–5 | Vålerenga (1)                                            | Stjørdalshalsen                                                                 |  |
| 18:00 CEST       |                     |     | Kjelsen 6' Jensen 45' Riisnæs 67' Børven 76' Bjørdal 86' | Stadion: M.U.S Stadion Sandskogan Nézőszám: 1 603 Játékvezető: Marius H. Grøtta |  |

| 2023. június 28. | Raufoss (2)                                                    | 4–4 (h.u.) (büntetőkkel: 4–1) | Viking (1)                                               | Raufoss                                                              |  |
| 18:00 CEST       | Mettler 42' (11-esből) Brattbakk 73' Helmersen 86' Somesi 110' |                               | D′Agostino 12' (11-esből) Svendsen 55' Sandberg 77' 102' | Stadion: Nammo Stadion Nézőszám: 1 578 Játékvezető: Sivert Ø. Amland |  |

| 2023. június 28. | Sogndal (2)                  | 3–4 | Sarpsborg 08 (1)           | Sogndal                                                    |  |
| 18:00 CEST       | Jónsson 32' Twum 42' Flo 66' |     | Opseth 10' 73' 82' Flo 89' | Stadion: Fosshaugane Campus Játékvezető: Mohammad U. Aslam |  |

| 2023. június 28. | Molde (1)                                         | 3–0 | Strømsgodset (1) | Molde                                                                |  |
| 18:00 CEST       | Brynhildsen 1' Kitolano 5' Breivik 26' (11-esből) |     |                  | Stadion: Aker Stadion Nézőszám: 2 594 Játékvezető: Svein Oddvar Moen |  |

| 2023. június 28. | Brattvåg (3) | 1–7 | Brann (1)                                            | Brattvåg                                                            |  |
| 18:00 CEST       | Tattum 29'   |     | Nilsen 10' Finne 14' 38' 53' 55' Myhre 34' Hagen 68' | Stadion: Brattvåg gras Nézőszám: 1 445 Játékvezető: Svein T. Sinnes |  |

| 2023. június 28. | Gjøvik-Lyn (3) | 0–5 | HamKam (1)                                                      | Gjøvik                                                              |  |
| 18:00 CEST       |                |     | Wiedesheim-Paul 35' 72' Bjarnason 44' Kjærgaard 47' Enkerud 76' | Stadion: Gjøvik Stadion Nézőszám: 1 962 Játékvezető: Daniel Higraff |  |

| 2023. június 28. | Bodø/Glimt (1)                          | 3–2 | Tromsø (1)                 | Bodø                                                              |  |
| 19:05 CEST       | Žugelj 77' Bjørtuft 90+4' Saltnes 90+6' |     | Hjertø-Dahl 20' Erlien 69' | Stadion: Aspmyra Stadion Nézőszám: 6 377 Játékvezető: Rohit Saggi |  |

## Negyeddöntő
| 2023. július 12. 18:00 CEST |

| Molde (1)                              | 3–1 | Sarpsborg 08 (1) |
| -------------------------------------- | --- | ---------------- |
| Kitolano 1' Breivik 5' Brynhildsen 35' |     | Lundqvist 73'    |

| Aker Stadion, Molde Nézőszám: 3 752 Játékvezető: Ola Hobber Nilsen |

| 2023. július 12. 20:00 CEST |

| Vålerenga (1)           | 3–2 | Brann (1)          |
| ----------------------- | --- | ------------------ |
| Jatta 13' Ofkir 60' 66' |     | Larsen 5' Finne 6' |

| Intility Arena, Oslo Nézőszám: 7 833 Játékvezető: Svein Oddvar Moen |

| 2023. július 13. 18:00 CEST |

| HamKam (1) | 0–2 | Bodø/Glimt (1)       |
| ---------- | --- | -------------------- |
|            |     | Grønbæk 55' Berg 76' |

| Briskeby Stadion, Hamar Nézőszám: 3 861 Játékvezető: Tore Hansen |

| 2023. július 13. 18:00 CEST |

| Kjelsås (3)                          | 2–1 | Raufoss (2)  |
| ------------------------------------ | --- | ------------ |
| Vinge 60' Aslaksrud 90+6' (11-esből) |     | Fremstad 87' |

| Grefsen Stadion, Oslo Nézőszám: 2 113 Játékvezető: Sigurd S. Kringstad |